# Урођени инфективни синдроми
Урођени инфективни синдроми су група најчешћих урођених инфективна стања током трудноће узроковани патогенима који се преносе са мајке на дете током трудноће (трансплацентарно) или у време порођаја (перипартум)  који може резултовати појавом урођених мана, мртворођењем и неонаталном смрћу фетуса и новорођенчади. Ове инфекције такође могу изазвати абнормалности у централном нервном систему, скелетном и ендокрином систему и сложеним органима (нпр  срчани дефекти, губитак вида и слуха). 
У ове болести сврставају се синдром урођене рубеоле (СУР), урођени сифилис (УС), урођена инфекција цитомегаловирусом (уЦМВ), урођени Зика синдром (УЗС), урођени варичела синдром (УВС), синдром урођене токсоплазмозе (СУТ), синдром урођеног вирусног лимфоцитног хориоменингитиса.
Међу неколико других патогена који такође могу вертикално преносити инфекцију током трудноће и имати штетне ефекте на фетус и/или новорођенче  сврставају се ХИВ у трудноћи, перинатални хепатитис Б, стрептококок групе Б, Ешерихија коли, гонокок,  хламидија, вирус Западног Нила,  вирус малих богиња, ентеровирус и аденовирус.

## Епидемиологија
Према Свјетској здравственој организацији (СЗО), у 2010. години, процјењује се да је 270.000 смртних случајева на глобалном нивоу могло да се припише урођеним аномалијама током првих 28 дана живота, при чему су дефекти неуралне цеви (НТД) једна од најозбиљнијих и најчешћих од ових аномалија. 
Упркос значајном напретку у лечењу и превенцији заразних болести, урођене или конгениталне (познате и као интраутерине) и перинаталне (познате и као неонаталне) инфекције остају главни узроци трајних неуроразвојних сметњи широм света. На срећу, релативно мали број вирусних патогена може инфицирати фетус у развоју или новорођенче постнатално и изазвати неуролошке болести. 
У настојању да се смањи број урођених аномалија широм света, 63. Светска здравствена скупштина усвојила је Резолуцију о урођеним манама . Између осталих циљева, ова резолуција подстиче земље да изграде капацитете у земљи у вези са превенцијом урођених аномалија и подизањем свести о њиховим последицама.

## Врсте

### Синдром урођене рубеоле
Узрочник овог синдрома је вирус рубеоле (РВ) који је РНА вирус из породице тогавируса (Togaviridae family) из рода Рубивирус, који се преноси капљицама које се излучују из респираторног секрета заражених особа. Тератогени ефекти инфекције током трудноће оштећују ембрион и фетус у развоју.
Вирус рубеоле се преноси капљицама које се излучују из респираторног секрета заражених особа. Тератогени ефекти инфекције током трудноће оштећују ембрион и фетус у развоју.
Синдром урођене рубеоле је у великој мери недовољно пријављена болест, јер многе земље немају капацитет за спровођење надзора над овим стање. Процењује се да сваке године у свету оболи око 105.000 нових случајева од синдром урођене рубеоле. Земље са трајно високим стопама имунизације су у великој мери смањиле или елиминисале рубеолу и синдром урођене рубеоле.
Ако се жена зарази између једног и двадесет осам дана пре зачећа, постоји 43% шансе да ће се дете родити са болешћу. Ако се инфекција догоди између једне и дванаест недеља након зачећа, шансе су 51%; ако се мајка зарази између тринаест и двадесет шест недеља након зачећа, шансе су 23%. Деца обично не оболе од рубеоле ако је мајка има током трећег тромесечја, или између двадесет шест и четрдесет недеља након зачећа.
Патогенеза синдрома конгениталне рубеоле је мултифакторска и укључује следеће:
- Неинфламаторну некрозу хорионског епитела у ендотелним ћелијама које се затим транспортују у феталну циркулацију и феталне органе.
- Интрацелуларни актин инхибира инфекција рубеолом, што доводи до инхибиције митозе и ограниченог развоја ћелија прекурсора.
- Повећана регулација цитокина и интерферона у инфицираним ћелијама што може допринети конгениталним дефектима.

### Урођени сифилис
Урођени или конгенитални сифилис један је од облика сифилиса изазван инфекцијом бактеријом Трепонема паллидум, која се најчешће преноси сексуалним контактом (вагинални, орални или анални секс). Карактерише се појавом урођених мана код новорођенчади рођених од жена које су заражене сифилисом пре или током трудноће.

### Урођена инфекција цитомегаловирусом
Урођена инфекција цитомегаловирусом једна ке од инфекција изазвана цитомегаловирус (ЦМВ), веома честим вирусом из породице Херпесвиридае. Преваленција урођене инфекција цитомегаловирусом креће се од 0,2–0,7% живорођених у регионима са високим приходима до 1–6% у регионима са ниским и средњим приходима. Већина људи је заражена у неком тренутку током свог живота. ЦМВ се преноси блиским контактом од особе до особе са инфицираним излучевинама, укључујући урин, пљувачку, трансфузију крви, сперму, цервикални секрет и мајчино млеко. Жене које брину о деци (као што су мајке и наставници) су под високим ризиком јер заражена деца могу да излучују вирус у урину и пљувачки месецима, па чак и годинама након инфекције. Конгенитална инфекција цитомегаловирусом настаје када вирус прође плаценту током трудноће и инфицира фетус. Највећи ризик од инфекције фетуса је код мајки које имају примарну инфекцију током првог и другог триместра трудноће. Фетални пренос се такође може десити ако се већ постојећа инфекција поново активира током трудноће ( непримарна инфекција) или ако је мајка заражена новим сојем ЦМВ; међутим, ризик од преноса је много мањи. Веће стопе урођене инфекција цитомегаловирусом се такође јављају код потомака жена које су имунокомпромитоване; на пример, због ХИВ инфекције.
Иако већина деце заражене цитомегаловирусом при рођењу немају симптоме, код оних код којих се  јављају они укључују:
- Запаљење мрежњаче
- Жута кожа и субиктерус (жутица)
- Велика слезина и јетра
- Ниска телесна тежина на рођењу
- Депозити минерала у мозгу
- Осип при рођењу
- Напади
- Мала величина главе

### Урођени Зика синдром
Урођени Зика синдром узрокује инфекција Зика вирусом, РНК флавивирусом (породица Флавивиридае) који првенствено преносе комарци Аедес. Ови комарци углавном уједају током дана, са највећим временима ујутру и рано увече. Ови комарци такође преносе вирусе денга, чикунгуње и жуте грознице. Документована је трансплацентална (вертикална) и сексуална трансмисија вируса, као и трансфузијом крви. Иако је вирус Зика откривен у људском млеку, пренос преко дојење није дефинитивно доказан. Ризик да трудница добије примарну инфекцију је исти као и код других одраслих особа. Симптоми ЗИКВ инфекције су углавном благи, неспецифични и самоограничени, трају два до седам дана. Док је велики проценат инфекција асимптоматски.

### Урођени варичела синдром
Урођени варичела синдром изузетно је редак поремећај у коме оболела одојчад имају карактеристичне абнормалности при рођењу (урођене аномалије) због инфекције мајке варичела зостер вирусом у раном периоду трудноће (до 20 недеља гестације).
Погођена новорођенчад могу имати ниску порођајну тежину и карактеристичне абнормалности коже; руке, ноге, шаке и/или стопала (екстремитети); мозак; очи; и/или, у ретким случајевима, другим деловима тела. Опсег и озбиљност повезаних симптома и физичких налаза могу значајно да варирају од случаја до случаја у зависности од тога када се инфекција варичела зостер код мајке догодила током феталног развоја.
У многим случајевима, новорођенчад са синдромом конгениталне варичеле може бити абнормално мала и имати ниску порођајну тежину због абнормалног кашњења у расту током развоја фетуса (интраутерино успоравање раста). Поред тога, често су присутне карактеристичне абнормалности на кожи. Одређена подручја коже могу се састојати од задебљаног, обраслог (хипертрофичног) ожиљног ткива (цицатрик), а околна кожа може изгледати абнормално отврднута (индуратна), црвена и упаљена (еритем). Такви ожиљци од цикатрика се обично јављају на једној или више руку и/или ногу, који такође могу бити малформисани, неразвијени (хипопластични) и абнормално скраћени (редукциони деформитети). Погођена новорођенчад такође може показати непотпун развој (хипоплазија) одређених прстију на рукама и/или ногама (рудиментарне промене).
У неким случајевима, новорођенчад са синдромом урођене варичеле може имати абнормалности мозга као што је дегенерација спољашњег дела мозга (кортикална атрофија) и/или абнормално повећање можданих шупљина (дилатиране коморе [вентрикуломегалија]). Такође могу постојати абнормалности дела нервног система који контролише невољне функције (аутономни нервни систем) као што су оштећење или абнормалности одређених нервних влакана (симпатичких нервних влакана) која пролазе од кичмене мождине до врата и/или карличног подручја . Нека оболела одојчад и деца такође могу да испоље абнормалну малу главу (микроцефалију), кашњење у стицању вештина које захтевају координацију менталних и физичких активности (психомоторна ретардација), различите степене менталне ретардације и/или сметње у учењу. У неким случајевима, могу бити присутне и карактеристичне очне (очне) абнормалности укључујући губитак транспарентности очних сочива (катаракте); абнормална маленкост једног или оба ока (унилатерална или билатерална микрофталмија); невољни, брзи, бочни покрети очију (пендуларни нистагмус); и/или запаљење и ожиљци одређених очних мембрана (хориоретинитис и хориоретинални ожиљци). Такве очне абнормалности могу довести до различитих степена оштећења вида. У ретким случајевима, новорођенчад са синдромом конгениталне варичеле може имати додатне абнормалности повезане са овим поремећајем. бочни покрети очију (пендуларни нистагмус); и/или запаљење и ожиљци одређених очних мембрана (хориоретинитис и хориоретинални ожиљци). Такве очне абнормалности могу довести до различитих степена оштећења вида. У ретким случајевима, новорођенчад са синдромом конгениталне варичеле може имати додатне абнормалности повезане са овим поремећајем. бочни покрети очију (пендуларни нистагмус); и/или запаљење и ожиљци одређених очних мембрана (хориоретинитис и хориоретинални ожиљци). Такве очне абнормалности могу довести до различитих степена оштећења вида. У ретким случајевима, новорођенчад са синдромом конгениталне варичеле може имати додатне абнормалности повезане са овим поремећајем.

## Дијагноза
Дијагностичке методе за конгениталне инфекције, укључујући лабораторијске и сликовне, које су подложне су променама и могу се разликовати од земље до земље. 
Када се клинички сумња на инфекцију током трудноће, лабораторијски тестови за откривање конгениталне инфекције могу укључивати оне на цитомегаловирус, вирус херпес симплекса, рубеолу, ХИВ, токсоплазмозу, сифилис и Зика вирус. Потенцијални надзор повезан са мајком и бебом заједно са надзором урођених мана може пружити потпунију слику ових инфекција и исхода повезаних са њима. 
Оптимално време за скрининг нормалних трудноћа за откривање урођених мана је у периоду 18–22. недеље гестације када је визуализација срца и излазних трактова оптимална. После тридесете недеље дијагноза постаје отежана јер онда фетус у већој мери испуњава амнионску шупљину. Скрининг у другом триместру (18–22. недеља) за откривање феталних аномалија требало би да спроведе стручњака, нарочито у високоризичним трудноћама за појаву  срчаних аномалија.

## Терапија
Лечење урођених инфективних инфекција зависи од:
- врсте болести,

- када је дошло до инфекције,

- тежине симптома.

Терапија може укључивати антибиотике, антипаразитике или антивирусне лекове, мада неке инфекције које су изазване вирусима немају одговарајучу терапију осим одмора, дијеталног режима исхране и хидратације.
Лекар који прати трудноћу у зависности од стања фетуса може предложити хитну медицинску помоћ или негу у неонаталној јединици интензивне неге непосредно пре и током порођаја. 

## Превенција
Профилакса  током трудноће  од велике је важности. Примарна превенција обухвата:
- Вакцинацију против варичеле и рубеоле (пре трудноће) може смањити број штетних исхода трудноће (урођених мана, побачаја, мртворођених и неонаталних смрти).
- Хигијенске мере (прање руку и избегавање одређене хране),
- Скрининг на сифилис током трудноће, омогућава правовремено откривање и рано лечење.

Погођена беба захтевају редовне контроле ради праћења губитка слуха, офталмолошких абнормалности и кашњења у развоју.
Вакцинација, благовремено откривање и лечење, као и друге превентивне стратегије могу смањити број штетних исхода трудноће (урођених мана, побачаја, мртворођених и неонаталних смрти) који су резултат урођених инфекција.  

### Здравствени надзор
Надзор од стране СЗО и здравствених власти може проценити национални и међународни терет инфекције мајке и нежељене исходе, и формулисати стратегије за смањење преноса урођених инфективних болести са мајке на фетус.